# Lê Sĩ
Lê Sĩ (1816-20/8/1883) sinh năm 1816 tại làng Võ Xá, huyện Phong Lộc, nay là xã Võ Ninh, huyện Quảng Ninh, xuất thân từ gia đình võ quan ở các triều đại trước: Ông nội là Phấn Dõng tướng quân cấm binh, Phó Vệ Úy. Cụ thân sinh được tặng Hùng Oai tướng quân cẩm y vệ dưới thời Minh Mệnh, Thiệu Trị, triều Nguyễn.
Thời niên thiếu, được hấp thụ một nền giáo dục nho phong lẫn mã thượng (quân sự). Bản chất ông rất hiếu học, lại thông minh, nên giỏi cả văn lẫn võ.

## Binh nghiệp
Do dòng dõi võ tướng nên ông sớm chuyên về binh nghiệp. Chưa đầy 20 tuổi, đã tinh thông binh pháp, điêu luyện cả thập bát ban võ nghệ (18 môn võ nghệ) và đã được gửi đến trường võ bị Anh Danh ở Kinh Thành, sau đó được phái đi theo Trấn Tây quân vụ.
Năm Thiệu Trị thứ 3 (1837) bổ làm suất đội trong đội quân Hổ Uy Hữu Vệ, có nhiều công đức thăng lên chức Thành Thủ Úy, sung tả cơ Hiệp Quản tỉnh Quảng Nam.
Năm Tự Đức nguyên niên (năm đầu) (1848), bổ làm tả bảo Phó Vệ úy thuyên chuyển mãi Lãnh Binh tỉnh Lâm Bình.
Năm Tự Đức thứ 12 (1859), sung đốc binh quân thứ tỉnh Quảng Nam, khi triều đình xét công trạng quân thứ, được bổ làm binh Vệ Úy.
Năm Tự Đức thứ 14 (1861) sung Phó Đề Đốc tỉnh Biên Hòa, tổ chức đồn trú, trù định việc chuyển vặn quân lương cho các tỉnh Biên Hòa, Gia Định và Định Tường để đề phòng giặc Pháp đang lăm le xâm lược nước ta. Sau đó triều đình triệu về Kinh, giữ chức quyền Chưởng Vệ, quyền chưởng công việc Vũ Lâm dinh Tả Dực, kiêm Chưởng Vệ kinh tượng.
Năm Tự Đức thứ 16 (1863) lĩnh Tuần Vũ tỉnh Thuận Khánh.
Năm Tự Đức thứ 17 (1864) bổ quyền Chưởng Cơ, quyền chưởng Vũ Lâm dinh Hữu Dục.
Mùa thu năm thứ 19 (1866) ở Kinh thành xảy ra vụ chính biến do anh em Đoàn Trưng và đồng đảng phò hoàng tôn Đinh Đạo phất cờ đề bốn chữ ’’Ngũ Đại Hoàng Tôn’’ kéo vào Thành Nội định lật đổ ngai vàng.
Ông Lê Sĩ, theo lệnh vua, đưa quân bản bộ chặn bắt, lập được công. Sau đó, ông được thăng chức Vũ Lâm Thống Chế, tước Kiên Dũng Nam và thưởng kim bài với hai chữ ’’Tướng Trung’’ giữ chức quyền Hữu Quân, kiêm quân Thượng Tứ Viện.
Năm Tự Đức thứ 20 (1867) lĩnh chức quyền Đô Thống Hữu quân.

## Giữ cửa Thuận An và hi sinh
Năm thứ 36 (1883) vua cho thực thụ chức Đô Thống hữu quân, Đô Thống Chường phủ sự, cầm quân giữ thành Trấn Hải cửa Thuận An.
Lúc này, tình hình an nguy của đất nước đang đứng trước nguy cơ rất nghiêm trọng.
Ở ngoài Bắc, trận cầu Giấy, quân của ta đã giết chết Henri Rivière Tổng chỉ huy quân đội Pháp ở Bắc Kỳ ngày 19-5-1883, đã làm cho bè lũ thực dân Pháp lúc bấy giờ rất hoang mang khiếp sợ.
Toàn bộ người Pháp ở khu Nhà thờ lớn Hà Nội đã tản cư. Tại Nam Định, Hòn Gai, quân Pháp được lệnh rút chạy nếu bị công kích. Giống như 10 năm trước, khi Flancis Garnier bị chém đầu cũng ở Cầu Giấy này, quân Pháp cũng hoang mang dao động đến cực Độ. Đáng lẽ, Triều đình Huế và Vua Tự Đức phải thừa thắng xông lên quét sạch quân thù ra khỏi đất Bắc, nhưng ngược lại, Tự Đức vẫn tiếp tục nuôi ảo tưởng thương lượng, nghị hòa, cũng như hy vọng hảo huyền về sự giúp đỡ của nhà Thanh.
Trong khi đó, sĩ khí nhân dân khắp nơi sôi sục chống Pháp xâm lược làm cho mọi âm mưu mở rộng chiếm đóng nhanh chóng của giặc Pháp ra chung quanh Hà Nội không thể thực hiện được.
Ngày 17-7-1883, Tự Đức chết.
Nội bộ Triều Đình Huế lủng củng.
Dục Đức lên ngôi được ba ngày (20-7 đến 23-7-1883) chưa đặt niên hiệu đã bị phế truất. Hiệp Hòa, em út Tự Đức được đưa lên làm vua thay Dục Đức. Trong triều rối loạn.
Nhân cơ hội này, quân Pháp quyết định cùng một lúc đánh thẳng vào trung tâm chính trị nước Đại Nam là Kinh đô Huế, một mặt đánh vào trung tâm quân sự của Hoàng Kế Viêm ở Sơn Tây, phá vỡ sức mạnh chống đối người Pháp của cả nước mà Hoàng Kế Viêm đang là đại diện.
Do đó, tại Huế, đã có hiện tượng quân Pháp sẽ đánh vào Trấn Hải Đài ở cửa biển Thuận An.
Ngày 16 tháng 8 năm 1883, 7 chiếc quân hạm Pháp đánh từ ngoài khơi cửa Thuận tiến vào, chĩa thẳng nòng pháo vào phòng tuyến Thuận An. Đó là thiết giáp hạm Bayard và Atalante, tuần dương hạm Drac và Chateau, pháo thuyên Loyux và Vipère, vận tải hạm Annamite; bộ chỉ huy của họ đặt trên tàu Bayard là một thiết giáp hạm hiện đại lúc bấy giờ.
Dàn xong thế trận, tướng Courbet cho phái viên đi xuồng nhỏ đem tối hậu thư cho chỉ huy Trấn Hải Đài buộc phải giải giáp đầu hàng và giao nộp tất cả đón lũy duyên hải ở cửa Thuận An cho quân Pháp, hạn cuối cùng là chiều 16-8-1883.
Chiều 16 lúc 04 giờ 30, hạn phúc đáp của Nam Triều đã hết, các hạm đội Pháp đồng loạt nổ súng vào Trấn Hải Đài. Quân ta bắn trả lại nhưng đạn pháo của ta ngắn tầm, thao tác nặng nề không kịp với vận động của hạm đội Pháp, nên phần lớn bắn không trúng đích.
Tuy vậy chiếc thiết giáp hạm Bayard và chiếc pháo hạm La vipèle do coi thường pháo của ta, áp sát vào bờ, cũng bị trọng thương đáng kể.
Mặc dầu vũ khí ta kém thua họ nhiều, nhưng tinh thần ’’vì nước quên thân’’ của chiến sĩ ta rất kiên cường làm cho cuộc tấn công trực diện của họ cần tốc chiến tốc thắng (đánh nhanh thắng nhanh) không thành, họ phải thay đổi kế hoạch.
Sau ba ngày đánh vỗ mặt không được, ngày 20 tháng 8, đô đốc Courbet xua quân lên bờ, đi vòng phía sau, đánh úp đón phía Bắc, hai pháo hạm Vipere và Loyux xông vào chính diện, và một đội quân Pháp nữa, vòng xuống đường Thái Dương, ở đó, quân của Trương Văn Để thua chạy, quân Pháp thừa thắng xông lên, thành thử Trấn Hải Đài bị hãm cả bốn mặt.
Đạn pháo từ các hạm tàu Pháp khác càng tới tấp trót vào thành. Quân ta đã tổ chức nhiều đợt phản công cục bộ, nhưng bị thương vong quá nhiều, thành không giữ nỗi.
Thống Chế Lê Chuẩn bị trúng đạn, tử trận, Chưởng Vệ Nguyễn Trung cũng hy sinh. Hữu Quân Đô Thống Lê Sĩ, tuy bị thương nặng, nhưng vẫn anh dũng chỉ huy chiến đấu, cho đến khi kho đạn của thành Trấn Hải bị cháy, ông mới tắt thở.
Toàn bộ phòng tuyến cửa biển Thuận An bị quân Pháp chiếm đóng. Tham tri Lâm Hoằng nhảy xuống sông tự vẫn.
Hài cốt của Hữu quân Đô Thống Lê Sĩ được đưa từ Huế về mai táng tại làng Võ Xá, quê hương ông. Đám tang của ông, trên đường về qua làng xã nào nhân dân cũng lập hương án tế lễ tiễn đưa, Triều đình xuống lệnh cho các tỉnh tế lễ một tuần và truy tặng ông tước Kiên Dũng Tử, đưa vào thờ ở Trung Nghĩa Đền ở Kinh đô.